# Göran Spett
Göran Spett, död efter 1663 i Falun, var en svensk orgelbyggare från 1630 till 1660 i Falun och Örebro.

## Biografi
Spett föddes och utbildade sig troligtvis i Tyskland. Han var verksam från 1640-talet som orgelbyggare i Sala. Han arbetade från 1652 som orgelbyggare på Åsen i Falun.

Han var även verksam som orgelbyggare i Örebro.

## Orglar
| År        | Ursprunglig kyrka           | Stift     | Manualer | Pedal        | Stämmor | Bevarad orgel/fasad | Övrigt |
| --------- | --------------------------- | --------- | -------- | ------------ | ------- | ------------------- | --- |
| 1640–1642 | Kristina kyrka              | Västerås  |          |              | 24      | Nej/Nej             | Orgeln byggdes troligen av Spett. En ny orgel byggdes 1690–1692 av Christian Gusch, Sala. |
| 1642      | Munktorps kyrka             | Västerås  | 1        |              | 9       |                     | 1642 byggdes ett nytt orgelverk av Jöran orgelbyggare från Stockholm (förmodligen Göran Spett) för 900 daler. Han dog 1655 och orgeln fullbordas av Frans Bohl. Orgeln har blivit reparerad av Daniel Stråhle. |
| 1650–1657 | Kristine kyrka, Falun       | Västerås  | 3        | Självständig | 30      | Nej/Nej             | Orgeln påbörjades 1650 av Spett. Den slutfördes 1657 av Frans Bohl, Stockholm. Genomgripande reparation 1697 av Johan Herman Cahman. En ny orgel byggdes 1724 av Johan Niclas Cahman, Stockholm.               |
| 1661      | Sankt Nicolai kyrka, Örebro | Strängnäs | 2        | Självständig | 24      | Nej/Nej             | Orgeln kostade 3300 riksdaler kopparmynt. Orgeln reparerades flera gånger. Särskilt 1717. Den hade 4 bälgar. En ny orgel byggdes 1818 av Jonas Fredric Schiörlin, Linköping.                                   |
|           | Västra Vingåker             | Strängnäs |          |              |         |                     | |

### Reparationer och ombyggnationer
| År   | Ursprunglig kyrka | Stift    | Manualer | Pedal   | Stämmor    | Bevarad orgel/fasad | Övrigt |
| ---- | ----------------- | -------- | -------- | ------- | ---------- | ------------------- | --- |
| 1648 | Uppsala domkyrka  | Uppsala  |          |         |            |                     | Reparation. |
| 1649 | Uppsala domkyrka  | Uppsala  |          |         |            | Genomgång av orgel. | |
| 1652 | Säters kyrka      | Västerås | 1        | Bihängd | 9 eller 11 | Nej/Nej             | Spett byggde om orgeln och flyttade den 1652. Orgeln hade 5 stämmor och var skänkt 1638 av bruksbokhållaren Hans Kyrss som sattes upp i koret. Till ombyggnationen skänke Kyrss 100 riksdaler och guvernör Silents 600 riksdaler. Orgeln reparerades 1684 av Georg Woitzig och 1731 av Daniel Stråhle som också skänkte stämman Kvinta 3´. 1757 satte organisten Anders Bergstedt, Husby in stämman Vox humana och en tremulant. Den hade efter Spetts ombyggnation år 1652: nio stämmor, en manual och bihängd pedal. En ny orgel byggdes 1812 av Olof Schwan, Stockholm. |